# Zelimkhan Iandarbiev
Zelimkhan Abdoulmouslimovitch Iandarbiev (tchétchène : Яндарбин Абдулмуслиман кант Зелимха ; russe : Зелимхан Абдулмуслимович Яндарбиев) né le 12 septembre 1952 à Vydrikha (ru) (Union soviétique) et mort le 13 février 2004 à Doha (Qatar) est un écrivain (poète, romancier, dramaturge, essayiste) et homme d'État tchétchène, président par intérim de la République tchétchène d'Itchkérie entre 1996 et 1997.

## Situation personnelle

### Origines
Comme la plupart des personnalités du mouvement indépendantiste tchétchène nées pendant la déportation, Zelimkhan Iandarbiev voit le jour au Kazakhstan alors appelé RSS kazakhe. En 1957, le præsidium du Soviet suprême de l'URSS dirigé par Vorochilov et le præsidium du Soviet suprême de la RSFS de Russie dirigé par Tarassov (en) s'accordent pour restaurer (ru) la RSSA de Tchétchénie-Ingouchie et permettre aux Tchétchènes et aux Ingouches déportés, ainsi qu'à leurs descendants, de revenir s'installer sur leurs terres. C'est dans ce contexte que le jeune Zelimkhan Iandarbiev déménage à Starye Atagi (en), le village de ses ancêtres.

### Formation
Alors qu'il travaille encore comme assistant foreur, Zelimkhan Iandarbiev s'inscrit à la faculté de philologie de l'université d'État tchétchéno-ingouche. Il en ressort diplômé en 1981 avec une spécialisation en langue et littérature tchétchènes.
Entre 1987 et 1989, il suit des cours à l'Institut de littérature Maxime-Gorki de Moscou.

## Carrière

### Carrière professionnelle

#### Premiers emplois
À l'adolescence, Zelimkhan Iandarbiev travaille comme ouvrier et maçon dans son village ancestral de Starye Atagi (en). En 1972, il est appelé à effectuer son service militaire dans l'armée soviétique. Après sa démobilisation en 1974, il trouve un emploi d'assistant foreur dans une plate-forme de forage.

#### Activités littéraires
Une fois son diplôme universitaire obtenu, Iandarbiev rejoint le Parti communiste (dont la carte de membre s'avère bien souvent essentielle à l'ascension sociale en Union soviétique à l'époque) et se voit attribuer le poste de chef du département de production de la maison d'édition des livres de la RSSA tchétchéno-ingouche. Des livres, Iandarbiev en écrit lui-même, notamment trois recueils de poèmes, un roman court ainsi qu'une pièce de théâtre rien que dans les années 1980. Au commencement de cette décennie, il intègre le cercle littéraire Pkharmat au sein duquel il rédige des poèmes en langue vaïnakh, « un phénomène antisoviétique en soi » selon ses propres dires.
Entre 1985 et 1986, Iandarbiev préside le Comité pour la promotion de la fiction au sein de l'Union des écrivains soviétiques. Par ailleurs, il joue un rôle politique et social actif pendant la perestroïka en présidant l'organisation association publique Bart, base du futur Parti démocratique vaïnakh. En 1989, Iandarbiev devient consultant littéraire pour l'Union des écrivains tchétchéno-ingouches.
Iandarbiev poursuit ses activités littéraires sous la république tchétchène d'Itchkérie. En 1996, ses mémoires sont publiés à Lviv sous le titre Tchétchénie : La bataille pour la liberté. En 1997, la maison d'édition Jupiter basée au Daghestan publie son cinquième recueil de poèmes. La plupart de ses derniers ouvrages (généralement des essais) sont publiés au début des années 2000 à Qabala, en Azerbaïdjan.

### Carrière politique

#### Le parti démocratique vaïnakh (1990-1993)
Le 5 mai 1990, Iandarbiev fait partie des 97 délégués qui participent au congrès fondateur du Parti démocratique vaïnakh dont l'objectif premier est de « créer un État démocratique indépendant » à partir de la RSSA tchétchéno-ingouche. Avec Ioussoup Soslambekhov (ru) et Saïd-Hassan Aboumouslimov, il en est l'un de ses membres principaux. Premier parti indépendantiste tchétchéno-ingouche, il contribue logiquement à la formation du Congrès national du peuple tchétchène (en) en novembre 1990. Iandarbiev se voit alors confier la vice-présidence du comité exécutif de ce dernier, tandis que sa présidence revient à Djokhar Doudaïev.
Membre du parlement tchétchène (en) de 1991 à 1993, il préside la commission des médias et de la liberté d'expression. En 1992, il dirige la délégation parlementaire tchétchène chargée de négocier avec le Soviet suprême de la fédération de Russie.

#### La vice-présidence (1993-1996)
Le 17 avril 1993, Iandarbiev est nommé vice-président de la république tchétchène d'Itchkérie par un décret (oukase) de Djokhar Doudaïev. Fin avril 1993, il fait partie de la dizaine de députés qui quittent le parlement tchétchène, alors en rébellion contre l'autorité présidentielle, pour montrer leur soutien à Doudaïev. Plus tard, Iandarbiev soutient la dissolution du parlement, de la cour constitutionnelle et de l'assemblée municipale de Grozny par Doudaïev.
Dans le cadre de sa vice-présidence, il est amené à se rendre en Lituanie et en Géorgie pour y défendre les intérêts tchétchènes.
Pendant la première guerre de Tchétchénie (1994-1996), il reste globalement à l'écart des combats, se consacrant davantage à l'écriture de livres sur l'indépendance. Il participe cependant à la défense du centre-ville de Grozny à la mi-janvier 1995.

#### La présidence par intérim (1996-1997)
En tant que vice-président de la république tchétchène d'Itchkérie, c'est à Iandarbiev que revient la tâche de succéder au défunt président Djokhar Doudaïev en avril 1996.
Le 28 mai 1996, Iandarbiev se rend à Moscou pour y négocier avec le président Boris Eltsine en personne. À cette occasion, il humilie ce dernier en le forçant à changer de siège. Finalement, les deux hommes parviennent à se mettre d'accord « Sur la cessation des hostilités en Tchétchénie à partir du 1er juin » mais le cessez-le-feu sera rapidement violé par les deux parties. À la suite de cela, les combats tournent progressivement à l'avantage des Tchétchènes, qui réussissent notamment un assaut victorieux sur Grozny en août 1996.
Le 3 octobre 1996, Iandarbiev se rend une nouvelle fois à Moscou, cette fois-ci pour des pourparlers réguliers avec le président du gouvernement Viktor Tchernomyrdine.

#### La crise de l'entre deux-guerres (1997-1999)
Le 27 janvier 1997, Iandarbiev perd l'élection présidentielle tchétchène (en). Le mois suivant, il cède sa place de président de la république au vainqueur du scrutin Aslan Maskhadov.
Le 12 mai 1997, il accompagne son successeur à Moscou pour signer le traité de paix avec la Russie (en). Les relations entre les deux hommes finissent cependant par se gâter, Iandarbiev reprochant à Maskhadov une trop grande tendresse à l'égard de la Russie. Iandarbiev rejoint alors les rangs de l'opposition, d'abord aux côtés de son aile nationale-radicale dirigée par Salman Radouïev, puis aux côtés de son aile islamiste dirigée par Chamil Bassaïev.

#### La seconde guerre de Tchétchénie (1999-2004)
Iandarbiev retrouve des responsabilités administratives en octobre 1999 lorsque le président tchétchène Aslan Maskhadov en fait son envoyé personnel et représentant plénipotentiaire dans le reste du monde musulman. Fort de cette nouvelle fonction, il se rend à deux reprises en Afghanistan, en novembre 1999 puis en janvier 2000. C'est lors de cette deuxième visite qu'il obtient la reconnaissance diplomatique de la République tchétchène d'Itchkérie par l'Émirat islamique des taliban. À ce propos, Iandarbiev déclare en 2001 : « Les taliban et moi avons signé un accord de reconnaissance mutuelle, ouvert une ambassade à Kaboul et un consulat à Kandahar... Tous les documents portent ma signature et celle du ministre afghan des Affaires étrangères Ahmad Muttawakil (en). Je n’ai pas rencontré Ben Laden, il ne pouvait pas me recevoir, car j’étais pressé de me rendre en Iran et au Pakistan. J’ai rencontré le reste des dirigeants de l’Afghanistan à deux reprises en compagnie du mollah Omar. ».
Au début des années 2000, Iandarbiev réside un temps aux Émirats arabes unis même s'il passe le plus clair de son temps à vadrouiller à travers le Moyen-Orient pour tenter de rallier des États de la région à la cause tchétchène en se présentant de la manière suivante : « Je suis engagé en politique [...] pas au nom de Maskhadov, mais en tant qu’ancien président et représentant des moudjahidine. ».
Le 9 octobre 2001, Iandarbiev et trois autres dirigeants indépendantistes tchétchènes (Maskhadov, Noukhaïev (en) et Zakaïev) sont inscrits sur la liste internationale des personnes recherchées par Interpol.
Le 31 octobre 2002, une instruction pénale est ouverte contre Iandarbiev aux motifs suivants : participation à une rébellion armée, participation à une formation armée illégale et atteinte à la vie d'agents des forces de l'ordre.
Le 11 novembre 2002, il démissionne de tous ses postes au sein de la République tchétchène d'Itchkérie (qui opère dans la clandestinité depuis le printemps 2000) pour protester contre la direction de cette dernière après la condamnation par le président Maskhadov de la prise d'otages du théâtre de Moscou.
À partir de 2003, Iandarbiev réside de façon permanente au Qatar en tant qu'invité personnel de l'émir Hamad ben Khalifa Al Thani.
La Russie fait sa première demande d'extradition en février 2003, en le citant comme une figure du terrorisme international et un financier des groupes armés tchétchènes, liés selon elle à Al-Qaïda. En juin 2003, Iandarbiev devient le premier dirigeant indépendantiste tchétchène à figurer sur une liste noire du Conseil de sécurité des Nations unies à la demande du gouvernement russe. Réagissant aux sanctions dont il fait l'objet, Iandarbiev déclare : « je peux dire que ceux qui essaient de me faire passer pour un terroriste montrent que c'est ce qu'ils sont, en étant d'accord avec le plus honteux et inhumain refuge du terrorisme international et de l'activité criminelle, ce qu'est la Russie aujourd'hui avec son régime autoritaire ».
En novembre 2003, il coupe une nouvelle fois les ponts avec Maskhadov.

## Assassinat
Le 13 février 2004, à 13 heures (UTC+3), son Land Cruiser blanc explose dans le quartier résidentiel qatari d'Al Dafna (en) alors qu'il rentre de la mosquée où il venait d'effectuer la prière du joumou'a avec son fils Daoud,. Il ne meurt pas sur le coup mais à l'hôpital Hamad (en) peu de temps après. Son fils de 13 ans, Daoud, est sérieusement blessé. Des rapports contradictoires avancent soit que deux de ses gardes du corps sont tués également soit qu'il est la seule victime.
Les doutes se portent rapidement sur la Russie, qui aurait agi par l'intermédiaire du SVR ou du GRU, qui démentent toute implication. On évoque également un conflit entre les dirigeants séparatistes tchétchènes. Le ministre des affaires étrangères de Maskhadov condamne l'assassinat comme une "attaque terroriste russe", la comparant à celle qui a tué Doudaïev en 1996. Cet assassinat à la voiture piégée amènera le Qatar à adopter la première loi anti-terroriste de ce pays, actes qui seront punis de mort ou d'emprisonnement à vie.
Le 1er juin 2004, Léonid Parfionov, journaliste vedette de la télévision russe NTV, est licencié par la chaîne pour avoir rendu public le refus de celle-ci de diffuser une interview de la veuve Malika Iandarbieva,.

### Investigation et procès
Le 19 février 2004, les autorités qatariennes arrêtent trois ressortissants russes pour les meurtres. L'un d'eux, le premier secrétaire de l'ambassade russe, Aleksandr Fetisov, est relâché en mars en raison de son statut diplomatique, bien que le quotidien russe Kommersant évoque qu'il aurait en fait été échangé contre des athlètes qatariens détenus en Russie.
Les deux autres suspects, Anatoli Iablotchkov (ou Belachkov) et Vassili Pougatchiov (parfois appelé Bogatchiov), sont inculpés du meurtre de Iandarbiev, de tentative de meurtre sur son fils Daoud, et de trafic d'armes. D'après Moscou, ils appartiennent bien au GRU, mais ont été envoyés à Doha pour une mission de renseignements sur le terrorisme. Le ministre de la défense Sergueï Ivanov apporte son soutien aux agents et déclare que leur emprisonnement est illégal.
Le procès a lieu à huis clos après la déclaration des accusés selon laquelle ils auraient été torturés après leur arrestation, alors qu'ils étaient tenus au secret. Les deux Russes parlent de privation de sommeil, de passages à tabac et d'attaques par des chiens. Ils sont défendus par un avocat du cabinet fondé par Nikolaï Iegorov, ami et camarade de Vladimir Poutine à l'université d'État de Saint-Pétersbourg.
La Russie se base sur ces allégations de torture et sur le fait que l'arrestation ait eu lieu sur le territoire de l'ambassade, et donc le sol russe, pour demander la relaxe.
Les procureurs qatariens concluront que les accusés ont reçu l'ordre de tuer Iandarbïev du ministre de la Défense Sergueï Ivanov en personne.
Le 30 juin 2004, ils sont tous les deux condamnés à la prison à vie, les juges considérant qu'ils ont suivi les ordres des autorités russes,.
Le verdict provoque des tensions entre la Russie et le Qatar, néanmoins la justice qatarienne accepte le 23 décembre 2004 la demande des accusés de purger leur peine en Russie. Ils sont célébrés en héros à leur retour au pays en janvier 2005 mais disparaissent aussitôt après. En février, les autorités pénitentiaires russes admettent qu'ils ne sont plus en prison, ajoutant que la sentence du tribunal qatarien n'avait pas de raison d'être en Russie.